# 16 Camelopardalis
16 Camelopardalis, som är stjärnans Flamsteed-beteckning, är en ensam stjärna i den sydvästra delen av stjärnbilden Giraffen. Den har en  skenbar magnitud på ca 5,28 och är svagt synlig för blotta ögat där ljusföroreningar ej förekommer. Baserat på parallaxmätning inom Hipparcosuppdraget på ca 9,7 mas, beräknas den befinna sig på ett avstånd på ca 336 ljusår (ca 104 parsek) från solen. Den rör sig bort från solen med en heliocentrisk radialhastighet på ca 12 km/s.

## Egenskaper
16 Camelopardalis är en blå till vit stjärna i huvudserien av spektralklass A0 Vn där "n"–suffixet anger "otydliga" spektrallinjer på grund av stjärnans snabba rotation. Den har en massa som är ca 2,8 solmassor, en radie som är ca 3,3 solradier och utsänder ca 97 gånger mera energi än solen från dess fotosfär vid en effektiv temperatur på ca 9 700 K.
Ett överskott av infraröd strålning anger att stjärnan har en stoftskiva med en medeltemperatur på 120 K som kretsar runt den på ett avstånd av 52 AE från stjärnan. Skivan har en sammantagen massa som är 2,1 procent av jordens massa. 16 Camelopardalis  har tidigare felidentifierades den som en Lambda Boötis-stjärna.